# کارل مانوسن
کارل مانوسن (انگلیسی: Karl Magnussen; ۲۱ آوریل ۱۹۱۵ – ۱۰ آوریل ۱۹۶۶) دوچرخه‌سوار اهل دانمارک بود.